# 恭蔼继
恭蔼继（1967年1月9日—），印度外交官，现任印度驻德国大使，曾任印度驻埃及大使、印度驻丹麦大使等职务。

## 经历
恭蔼继生于1967年1月9日。1991年恭蔼继加入印度外事服務，他學習了普通話，並在1995至1998年間擔任中國事務副處長，處理中國相關事務。此外，他曾於香港（1998年至2000年）和北京（2000年至2004年）任職，積累了豐富的對華工作經驗。他對印度周邊地區有深入了解，並於2004至2008年間擔任駐孟加拉國達卡的一等秘書及參贊。
2008至2010年間，恭蔼继在印度文化關係委員會擔任副總幹事，推動印度的文化外交與軟實力。隨後，他於2010至2014年期間擔任印度駐德國柏林大使館副館長，其間還擔任了9個月的臨時代辦。之後，他担任了一年的印度外交部朝覲事務聯秘，並於2015至2017年間擔任發展合作管理司聯秘，負責包括印度鄰國及非洲在內的所有國家的信貸合作。
2017年9月2日至2021年3月10日，任印度駐丹麥大使。2021年3月至2024年10月，任印度駐埃及大使。
2024年10月7日，被任命为印度驻德国大使。2024年10月13日，正式就任印度駐德國大使。10月23日，遞交國書。

## 個人生活
恭蔼继會說馬拉地語、印地語、英語和普通話。他与妻子普丽蒂·古普泰（Priti Gupte）育有一女。